# Dedna hemokromatoza
Dedna, primarna hemokromatoza ali bronasti diabetes je dedna motnja v presnovi železa s povečano absorpcijo in kopičenjem železa v tkivih pri normalni prehrani.
Železo se zaradi mutacije gena HFE prekomerno vsrkava iz črevesja in kopiči v parenhimskih organih. Akutna oblika bolezni se odraža v nepopravljivi okvari organov, predvsem jeter, srca in endokrinih žlez. Zgodnje odkrivanje bolezni in pravočasen začetek zdravljenja sta ključna za preprečevanje okvar organov in normalno kakovost življenja bolnika. Cilj zdravljenja je odstranitev odvečnega železa iz telesa in vzdrževanje njegovega normalnega ravnotežja. Najuspešnejši način zdravljenja dedne hemokromatoze so terapevtski odvzemi krvi (venepunkcije).
Dedna hemokromatoza je najpogostejša monogenska bolezen pri belcih; pri njih je bila prevalenca bolezni ocenjena na 0,5 %. Najpogostejša je pri Severnoevropejcih, zlasti potomcih Keltov. Heterozigotnih prenašalcev, pri katerih se lahko razvije lažja oblika bolezni, je okoli 10 %. V Sloveniji bi glede na pogostnost mutacij gena HFE pričakovali 10.000 bolnikov in 200.000 nosilcev mutiranega gena.

## Patofiziologija
Uravnavanje presnove železa še vedno ni povsem pojasnjeno, kot tudi ne jasen model bolezni hemokromatoze. Trenutno sprejet model opisuje motnjo gena HFE, ki povzroči prekomerno vsrkavanje železa v črevesju. HFE normalno stimulira vezavo železa na transferin, ki je prenašalna beljakovina za železo po krvi. Ravni transferina se tipično povečajo, ko pomanjkanje železa (in posledično nizke koncentracije feritina) spodbudijo sproščanje transferina iz jeter. Ko so ravni transferina visoke, HFE pospešuje vsrkavanje železa skozi črevesno steno v krvni obtok. Če je HFE mutiran, se črevesje neprestano obnaša, kot da so ravni železa v krvi nizke. Posledično prihaja do maksimalnega vsrkavanja železa iz zaužite hrane ter prekomernih zaloh železa v organih. Vendar pa HFE ni edini dejavnik pri dedni hemokromatozi, saj nekateri bolniki z mutiranim genom HFE ne izražajo kliničnega povišanja železa, medtem ko imajo nekateri bolniki povečane zaloge železa kljub normalnemu genotipu glede HFE.
Pri bolnikih z motnjo na uravnavajočih genih za železo ne pride do zmanjšane absorpcije železa pri povišanju krvnih koncentracij le-tega. Zaradi prekomerne koncentracije v krvi se železo, ki je prvotno vezano na feritin, odlaga v organih v obliki hemosiderina, ki je toksičen za tkiva, vsaj zaradi povečanja oksidativnega stresa.

## Simptomi
Simptomi se običajno pojavijo šele v srednjih letih; pri moških se pri 80–90 % bolnikih pojavijo simptomi šele, ko zaloge železa znašajo več kot 10 g, pri ženskah pa se redko pojavi pred menopavzo, saj izguba železa med menstruacijo in nosečnostjo ublaži motnjo. Ker se železo kopiči na različnih mestih, so simptomi možni v številnih organih, določeni pa se kažejo sistemsko.
Med najpogostejšimi simptomi so:
- utrujenost
- slabo počutje
- bolečina v kosteh in sklepih
- ciroza jeter (s povečanim tveganjem za jetrnoceličnega raka) – pred nastopom jetrne bolezni pride do motenj jetrne fukcije, vključno s povišano vrednostjo serumskih encimov, soecifičnih za jetra; zaradi ciroze se lahko pojavi zlatenica
- odpornost proti insulinu (pogosto imajo bolniki predhodno diagnozo sladkorne bolezni tipa 2) zaradi poškodb trebušne slinavke, ki jih povzroči kopičenje železa v organu
- erektilna disfunkcija in hipogonadizem, ki se kaže kot zmanjšanje spolne sle
- kongestivna srčna insuficienca, aritmije ali perikarditis (vnetje osrčnika)
- artritis
- poškodbe nadledvičnic

Redkeje se pojavijo:
- gluhost[11]
- motnje gibanja, vključno s parkinsonizmom[11][12][13]
- motnje delovanja nekaterih endokrinih žlez:
  - obščitnic (vodi v hipokalcemijo)
  - možganskega priveska
- sivo ali rekeje temno obarvanje kože
- povečana dovzetnost za okužbe, ki jih povzročajo siderofilne bakterije:
  - Vibrio vulnificus[14]
  - Listeria monocytogenes
  - Yersinia enterocolica
  - Salmonella enterica (serotip Typhymurium)[15]
  - Klebsiella pneumoniae
  - Escherichia coli
  - Rhizopus arrhizus
  - vrsta Mucor

## Diagnoza
Diagnoza hemokromatoze običajno sledi naključno ugotovljenim motnjam pri pregledu krvi (povišane vrednosti jetrnih encimov ali povečano zasičenje transferina). Kažejo se lahko tudi zapleti, kot so artropatija s togimi sklepi, sladkorna bolezen in utrujenost.

## Zdravljenje
V večini primerov je najenostavnejša oblika odstranjevanja presežnih količin železa puščanje krvi (flebotomija). S tem se podaljša preživetje bolnika, vendar pa ne vpliva na povečano tveganje za nastanek jetrnoceličnega raka. Puščanje krvi enkrat tedensko je lahko potrebno opravljati tudi več let. Poleg samih povečanih količin železa se zdravijo tudi sekundarni znaki bolezni, kot so erektilna disfunkcija, bolezni srca, sladkorna bolezen ...